# Montering

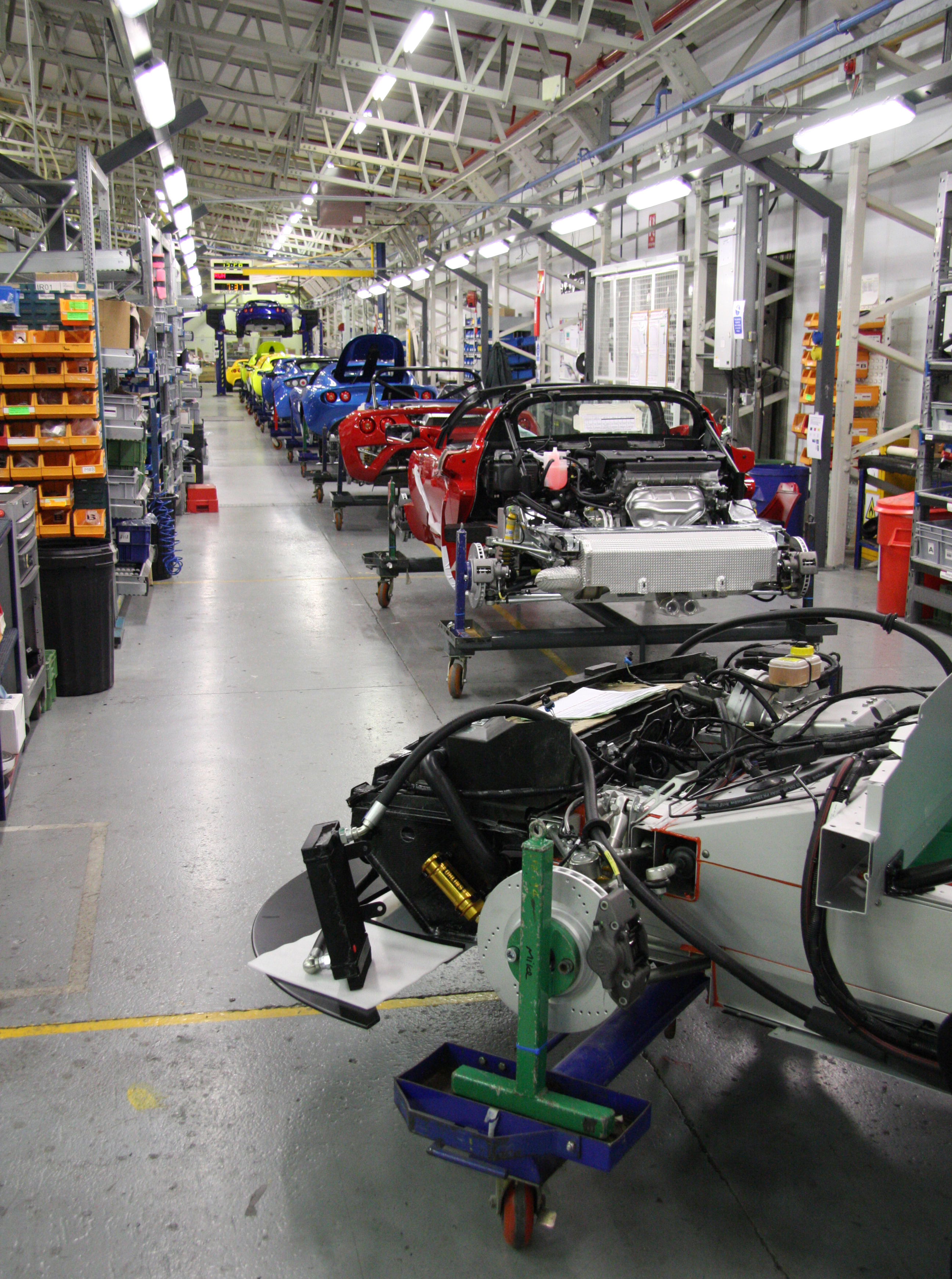
Montering av bilar.

Montering är mekanisk sammansättning av en maskin, en möbel eller någon annan produkt, enligt en monteringsanvisning.
I verkstadsindustri serietillverkas produkter genom montering, av montörer eller industrirobotar. Vissa varor monteras av användaren; Ikea är ett företag känt för möbler som slutmonteras av kunden.